# Счастливчик (фильм, 1989)
«Счастливчик» — советский художественный полнометражный цветной фильм, снятый в 1989 году режиссёром Валентином Мишаткиным на киностудии «Мосфильм».

## Сюжет
23-летний Ваня Нечкин был классным водителем и отличным автомехаником. Жизнь любил. И женщин. Шутку ядрёную и изящный разговор. Мог и итальянским тенором прикинуться, и автоинспектором. Людские слабости понимал, многое прощал, но если несправедливость видел, так уж глотку был готов рвать гаду.
Промысел он себе придумал рисковый: гробил автомобили. Ну, то есть по договорённости с хозяином уже порядком обветшавшей «тачки» он её в кюветик аккуратненько опрокидывал. Так мял профессионально, что ни одна бригада слесарей не выправит капот. Хозяину, соответственно, страховка. Ване — навар... И ведь влетел один раз — поломался весь. Так нет, снова за своё.
...О судьбе лихача, верившего в свою звезду, но не сумевшего отделить главное в жизни от ерунды, расскажет фильм «Счастливчик».

## В ролях
- Николай Стоцкий — Ваня Нечкин
- Ирина Климова — Маша Танева
- Евгений Лазарев — Савелий Рудольфович
- Елена Сафонова — Нонна Терентьевна
- Владимир Разумовский — комендант общежития
- Людмила Карауш — дама с собакой
- Владимир Мищенко — инспектор ГАИ
- Валерий Надоленко — Косой